# Geobaenus
Geobaenus es un  género de coleópteros adéfagos de la familia Carabidae.  Es el único género de la tribu Geobaenini.

## Especies
Comprende las siguientes especies:
- Geobaenus australasiae Guerin-Meneville, 1830
- Geobaenus ingenuus Peringuey, 1896
- Geobaenus lateralis Dejean, 1829
- Geobaenus natalensis Basilewsky, 1949